# 직교

선분 AB와 CD가 서로 수직이다. 수직

직교(直交, 영어: orthogonality)는 유클리드 기하학의 수직을 일반화한 개념이다. 예를 들어 내적 공간에서, 두 벡터의 내적이 0일 때 두 벡터가 서로 직교한다고 정의한다. 기호는 {\displaystyle \perp }.

## 어원
Orthogonality라는 단어는 고대 그리스어로 '꼿꼿하다'는 의미의 ὀρθός (orthos)와 '각도'라는 의미의 γωνία (gonia)에서 유래한다. 이 둘의 합성어인 ὀρθογώνιον은 이후 로마에서 orthogonium로 바뀌는데 처음에는 직사각형을 나타내는 단어였다. 이후 이것이 직각삼각형 역시 의미하다가, 12세기에 처음으로 직각 또는 직각의 관계를 나타내는 단어로 사용되었다. 한문으로는 수직하여(直) 만난다(交)는 뜻이다.

## 정의
가환환 {\displaystyle K} 위의 가군 {\displaystyle V} 및 그 쌍대 가군
{\displaystyle V^{\vee }=\hom _{R}(V,K)}
가 주어졌다고 하자. 가군의 원소 {\displaystyle v\in V}와 쌍대 가군 원소 {\displaystyle f\in V^{\vee }}가 주어졌을 때, 만약
{\displaystyle f(v)=0}
이라면, {\displaystyle v}와 {\displaystyle f}가 서로 직교한다고 한다. 마찬가지로, 부분 가군 {\displaystyle W\subset V}와 쌍대 가군의 부분 가군 {\displaystyle W'\subset V^{\vee }}가 주어졌을 때, 만약 임의의 {\displaystyle v\in W} 및 {\displaystyle f\in W'}에 대하여 {\displaystyle f(v)=0}이라면, {\displaystyle W}과 {\displaystyle W'}이 서로 직교한다고 한다.
특히, 가환환 {\displaystyle K} 위의 가군 {\displaystyle V} 위에 비퇴화 쌍선형 형식
{\displaystyle B\colon V\times V\to K}
가 주어졌다고 하자. 그렇다면, 가군과 쌍대 가군 사이에 다음과 같은 동형 사상을 줄 수 있다.
{\displaystyle V\to V^{\vee }}
{\displaystyle v\mapsto B(v,-)}
따라서, 가군 원소와 쌍대 가군 원소의 직교 대신, 두 가군 원소의 직교를 정의할 수 있다. 구체적으로, 가군의 두 원소 {\displaystyle u,v\in V}가 주어졌을 때, 만약
{\displaystyle B(u,v)=0}
이라면, {\displaystyle u}과 {\displaystyle v}가 서로 직교한다고 한다. 정의에 따라, 직교는 가군 위의 이항 관계를 이룬다. 만약 {\displaystyle B}가 대칭 쌍선형 형식이거나 반대칭 쌍선형 형식이거나 교대 쌍선형 형식이라면, {\displaystyle B}에 대한 직교는 대칭 관계를 이룬다. 그 역은 {\displaystyle K}가 체인 경우 참이지만,:17, Proposition 2.7 일반적으로는 거짓이다. 두 부분 가군 {\displaystyle W,W'\subset V}가 주어졌을 때, 만약 임의의 {\displaystyle u\in W} 및 {\displaystyle v\in W'}에 대하여 {\displaystyle B(u,v)=0}이라면, {\displaystyle W}와 {\displaystyle W'}이 서로 직교한다고 한다. 부분 집합 {\displaystyle S\subset V}가 주어졌을 때 만약 임의의 서로 다른 원소 {\displaystyle s,s'\in S}에 대하여 {\displaystyle B(s,s')=0}이라면, {\displaystyle S}를 직교 집합(直交集合, 영어: orthogonal set)이라고 한다.
마찬가지로, 비퇴화 반쌍선형 형식에 대한 직교를 정의할 수 있다.

## 성질
등방 벡터를 포함하지 않는 직교 집합은 항상 선형 독립 집합이다. 특히 내적 공간에서, 영벡터를 포함하지 않는 직교 집합은 항상 선형 독립 집합이다.

## 예
유클리드 공간 {\displaystyle \mathbb {R} ^{n}} 위에는 표준적인 내적
{\displaystyle \langle \mathbf {x} ,\mathbf {y} \rangle =x_{1}y_{1}+\cdots +x_{n}y_{n}}
이 존재한다. 두 벡터 {\displaystyle \mathbf {x} ,\mathbf {y} \in \mathbb {R} ^{n}}이 직교할 필요충분조건은 {\displaystyle \langle \mathbf {x} ,\mathbf {y} \rangle =0}이다.
임의의 측도 공간 {\displaystyle (X,\Sigma ,\mu )} 및 {\displaystyle K\in \{\mathbb {\mathbb {R} } ,\mathbb {C} \}}가 주어졌을 때, L2 공간 {\displaystyle \operatorname {L} ^{2}(X;K)} 위에는 표준적인 내적
{\displaystyle \langle f,g\rangle =\int _{X}{\bar {f}}g\mathrm {d} \mu }
이 존재한다. 두 가측 함수(의 동치류)가 직교할 필요충분조건은 {\displaystyle \langle f,g\rangle =0}이다.

## 참고 문헌
1. ↑  Liddell and Scott, A Greek–English Lexicon s.v. ὀρθός
2. ↑  Liddell and Scott, A Greek–English Lexicon s.v. γωνία
3. ↑  Liddell and Scott, A Greek–English Lexicon s.v. ὀρθογώνιον
4. ↑  Oxford English Dictionary, Third Edition, September 2004, s.v. orthogonal
5. ↑  Grove, Larry C. (2002). 《Classical groups and geometric algebra》. Graduate Studies in Mathematics (영어) 39. 프로비던스: American Mathematical Society. ISBN 0-8218-2019-2. ISSN 1065-7338 |issn= 값 확인 필요 (도움말). MR MR1859189. Zbl 0990.20001.
6. ↑  Hoffman, Kenneth; Kunze, Ray (1971). 《Linear algebra》 (영어) 2판. Englewood Cliffs, N. J.: Prentice-Hall. ISBN 0-13-536797-2. MR 0276251. Zbl 0212.36601. IA LinearAlgebraHoffmanAndKunze.